# لي هارفي أوزوالد
كان لي هارفي أوزوالد (بالإنجليزية: Lee Harvey Oswald) (18 أكتوبر 1939 - 24 نوفمبر 1963) ماركسيًا أمريكيًا وجندي سابق في قوات مشاة بحرية الولايات المتحدة (المارينز)، اغتال رئيس الولايات المتحدة جون ف. كينيدي في 22 نوفمبر 1963. أُعفى أوزوالد من الخدمة العسكرية في المارينز إلى الاحتياطي وانشق إلى الاتحاد السوفيتي في أكتوبر 1959. عاش في مينسك حتى شهر يونيو من عام 1962، عندما عاد إلى الولايات المتحدة مع زوجته الروسية، مارينا، واستقر في نهاية المطاف في دالاس. استنتجت خمسة تحقيقات حكومية أنَّ أوزوالد أطلق النار على كينيدي وقتله من الطابق السادس من دار محفوظات كتب مدرسة تكساس أثناء تنقُّل الرئيس في موكب عبر ديلي بلازا في دالاس. بعد نحو 45 دقيقة من اغتيال كينيدي، أطلق أوزوالد النار على ضابط شرطة دالاس، ج. د تيبت، وقتله في شارع محلي. تسلَّل بعد ذلك إلى قاعة سينما، حيث قُبِض عليه بتهمة قتل تيبت. اتُّهِم أوزوالد في النهاية باغتيال كينيدي.
أنكر أوزوالد الاتهامات، وذكر أنَّه «كبش فداء». بعد ذلك بيومين، أصاب مالك النادي الليلي المحلي، جاك روبي، أوزوالد برصاصة قاتلة على البث المباشر في الطابق السفلي من مقر شرطة دالاس.
في سبتمبر 1964، انتهت هيئة وارن إلى استنتاج مفاده أنَّ أوزوالد تصرَّف بمفرده عند اغتيال كينيدي بإطلاق ثلاث طلقات من دار محفوظات كتب مدرسة تكساس. هذا الاستنتاج، رغم كونه مثيرًا للجدل، كان مدعومًا بتحقيقات سابقة من مكتب التحقيقات الفدرالي، والخدمة السرية، وإدارة شرطة دالاس. على الرغم من أدلَّة الطب الشرعي والأدلة الباليستية وشهود العيان الذين يدعمون الاستنتاجات الرسمية، فقد أظهرت استطلاعات الرأي العام أنَّ معظم الأمريكيين لا يصدقون الرواية الرسمية للأحداث. أدَّى الاغتيال إلى ظهور العديد من نظريات المؤامرة.

## اغتيال جون ف. كينيدي وج. د. تيبت
في الأيام التي سبقت وصول كينيدي، نشرت العديد من الصحف المحلية مسار الموكب الرئاسي، الذي مر بدار محفوظات كتب مدرسة تكساس. يوم الخميس 21 نوفمبر، طلب أوزوالد من فرايزر توصيلة غير معتادة في منتصف الأسبوع إلى إيرفينغ، قائلًا إنه مضطر إلى شراء بعض حاملات الستائر. في صباح اليوم التالي (يوم الاغتيال)، عاد إلى دالاس مع فرايزر. ترك خلفه 170 دولارًا وخاتم زفافه، ولكن أخذ معه حقيبة ورقية كبيرة. أفاد فرايزر أن أوزوالد أخبره أن الحقيبة تحتوي على حاملات ستائر. استنتجت هيئة وارن أن حزمة «حاملات الستائر» كانت تحتوي بالفعل على البندقية التي كان سيستخدمها أوزوالد في الاغتيال.
شهد أحد زملاء أوزوالد في العمل، تشارلز جيفنز، أمام اللجنة أنه رأى أوزوالد آخر مرة في الطابق السادس من دار محفوظات كتب مدرسة تكساس (تي إس بي دي) في نحو الساعة 11:55 صباحًا، أي قبل 35 دقيقة من دخول الموكب ديلي بلازا. ذكر تقرير الهيئة أن أوزوالد لم يُرى مرة أخرى «حتى بعد إطلاق النار». مع ذلك، في تقرير لمكتب التحقيقات الفدرالي أُخِذَ في اليوم التالي للاغتيال، قال جيفنز إن اللقاء وقع في الساعة 11:30 صباحًا وأنه رأى أوزوالد في وقت لاحق يقرأ صحيفة في غرفة الدومينو بالطابق الأول في الساعة 11:50 صباحًا، بعد 20 دقيقة. شهد وليام شيلي، رئيس العمال في دار المحفوظات، بأنه رأى أيضًا أوزوالد يجري مكالمة هاتفية في الطابق الأول بين 11:45 و 11:50 صباحًا. شهد عامل النظافة إيدي بايبر كذلك أنه تحدث إلى أوزوالد في الطابق الأول الساعة 12 ظهرًا. كان زميل آخر، بوني راي ويليامز، يتناول طعام الغداء في الطابق السادس من دار المحفوظات، وكان موجودًا حتى الساعة 12:10 ظهرًا على أقل تقدير. قال إنه لم ير أوزوالد خلال تلك الفترة، أو أي شخص آخر، في الطابق السادس، واعتقد أنه كان الشخص الوحيد الموجود هناك، ولكنه قال أيضًا إن بعض الصناديق في الزاوية الجنوبية الشرقية ربما منعته من ملاحظة «عش القناص». أبلغت كارولين أرنولد، سكرتيرة نائب رئيس دار محفوظات كتب مدرسة تكساس، مكتب التحقيقات الفدرالي أنها عندما غادرت المبنى لمشاهدة الموكب، لمحت رجلًا اعتقدت أنه أوزوالد، واقف في مدخل الطابق الأول من المبنى قبل الاغتيال.
مع مرور موكب كينيدي عبر ديلي بلازا في الساعة 12:30 ظهرًا تقريبًا، في 22 نوفمبر، أطلق أوزوالد ثلاث طلقات بندقية من نافذة الطابق السادس من دار المحفوظات، مما أسفر عن مقتل الرئيس وإصابة حاكم تكساس، جون كونالي، بجروح خطيرة. بدا أن طلقة واحدة أخطأت سيارة الليموزين الرئاسية بالكامل، وأصابت أخرى كينيدي وكونالي، وأصابت رصاصة ثالثة كينيدي في الرأس، مما أدى إلى مقتله. تلقى أحد المارة، جيمس تاغ، إصابة طفيفة في الوجه من قطعة صغيرة من حجر الرصيف الذي تشرذم بعد أن أصابته إحدى الرصاصات.
كان الشاهد هوارد برينان يجلس عبر الشارع من دار محفوظات كتب مدرسة تكساس ويشاهد الموكب أثناء مروره. أبلغ الشرطة أنه سمع طلقة قادمة من الأعلى وأنه نظر إلى الأعلى ليرى رجلًا يحمل بندقية ويطلق رصاصة أخرى من نافذة الزاوية الجنوبية الشرقية في الطابق السادس. قال إنه رأى الرجل نفسه قبل دقائق ينظر من النافذة. قدم برينان وصفًا لمطلق النيران، وبثت شرطة دالاس بعد ذلك أوصافه في الساعة 12:45 ظهرًا و 12:48 ظهرًا و 12:55 ظهرًا. بعد إطلاق الطلقة الثانية، تذكر برينان، «هذا الرجل الذي رأيته سابقًا كان يهدف لتسديد طلقته الأخيرة ... وربما توقف مؤقتًا لثانية أخرى وكأنه يؤكد لنفسه أنه قد أصاب هدفه».
وفقًا للتحقيقات، اختبأ أوزوالد وغطى البندقية بالصناديق بعد إطلاق النار ونزل من خلال الدرج الخلفي. بعد 90 ثانية تقريبًا من دوي الطلقات، واجه أوزوالد في غرفة الغداء في الطابق الثاني ضابط شرطة دالاس، ماريون ل. بيكر، الذي كان ساحبًا لمسدسه. كان المشرف على أوزوالد في العمل، روي ترولي، مرافقًا لشرطي الدورية حينها. ارتكب بيكر خطأ السماح لأوزوالد بالمرور بعد أن تعرف عليه ترولي كموظف. افترض بيكر وترولي بشكل غير صحيح أن أوزوالد لم يكن مشتبهًا به لأنه كان موظفًا في المبنى. طبقًا لبيكر، فإن أوزوالد لم يبدو أنه «متوتر» أو «مقطوع النفس». قال ترولي إن أوزوالد بدا «مندهشًا» عندما وجه بيكر مسدسه نحوه مباشرة. قالت السيدة روبرت ريد، مشرفة الأعمال الكتابية في دار المحفوظات، والتي عادت إلى مكتبها في غضون دقيقتين بعد إطلاق النار، إنها رأت أن أوزوالد «كان هادئًا للغاية» في الطابق الثاني ومعه علبة كوكاكولا في يديه. قالت السيدة ريد لأوزوالد، أثناء سيرهما وهما يتجاوزان بعضهما البعض، «لقد أُطلِق النار على الرئيس»، وقد تمتم شيئًا ردًا عليها، ولكن ريد لم تفهمه. يُعتقد أن أوزوالد قد غادر دار المحفوظات من خلال المدخل الأمامي قبل أن تغلقه الشرطة. أشار ترولي فيما بعد إلى الضباط أن أوزوالد هو الموظف الوحيد الذي كان متأكدًا أنه مفقود.
في نحو الساعة 12:40 ظهرًا، بعد 10 دقائق من إطلاق النار، استقل أوزوالد حافلة المدينة. طلب انتقالًا للخط من السائق ونزل على بعد حيين، على الأرجح بسبب حركة المرور الكثيفة. أخذ أوزوالد بعد ذلك سيارة أجرة إلى نزله في 1026 جادة نورث بيكلي ودخل من الباب الأمامي في الساعة 1:00 ظهرًا تقريبًا. وفقًا لمدبرة منزله إيرلين روبرتس، فقد ذهب أوزوالد على الفور إلى غرفته، «ماشيًا بسرعة كبيرة». عندما غادر أوزوالد، نظرت روبرتس من نافذة منزلها ورأته آخر مرة يقف عند محطة حافلات جادة بيكلي المتجهة شمالًا أمام منزلها.
خلصت هيئة وارن إلى أنه في نحو الساعة 1:15 ظهرًا، قاد شرطي دورية دالاس، ج. د. تيبت، سيارته بمحاذاة أوزوالد، افتراضًا لأن أوزوالد كان يشبه وصف بث الشرطة للرجل الذي رآه الشاهد هوارد برينان والذي أطلق النار على الموكب الرئاسي. واجه أوزوالد بالقرب من زاوية الشارع العاشر الشرقي وجادة نورث باتون. يقع هذا الموقع على بعد تسعة أعشار ميل (1,4 كم) تقريبًا جنوب شرق منزل أوزوالد - وهي مسافة خلصت هيئة وارن إلى أنه «كان من الممكن أن يمشيها أوزوالد بسهولة». توقف تيبت بجانب أوزوالد و«على ما يبدو تبادل أطراف الحديث معه من خلال النافذة اليمنى الأمامية أو نافذة التهوية». «بعد 1:15 ظهرًا بوقت قصير»، خرج تيبت من سيارته. أطلق أوزوالد مسدسه على الفور وقتل الشرطي بأربع طلقات. سمع العديد من الشهود دوي الطلقات ورأوا أوزوالد يفر من مكان الحادث حاملًا مسدسًا دوارًا. حدد تسعة أشخاص هويته بشكل أكيد على أنه الرجل الذي أطلق النار على تيبت وهرب. تعرف شهود خبراء على أربعة أغلفة خراطيش عُثِر عليها في مكان الحادث أمام هيئة وارن ولجنة مجلس النواب الخاصة وحددوا أنها أطلقت من المسدس الدوار الذي عُثِر عليه في حوزة أوزوالد لاحقًا، مع استبعاد جميع الأسلحة الأخرى. على الرغم من ذلك، لم يكن بالإمكان التعرف على الرصاصات المأخوذة من جسد تيبت بشكل أكيد على أنها أُطلِقَت من مسدس أوزوالد، حيث تضررت الرصاصات بشكل بالغ للدرجة التي لم تسمح بإجراء تقييمات نهائية. 

## روابط خارجية
- لي هارفي أوزوالد على موقع IMDb (الإنجليزية)
- لي هارفي أوزوالد على موقع الموسوعة البريطانية (الإنجليزية)
- لي هارفي أوزوالد على موقع ميوزك برينز (الإنجليزية)
- لي هارفي أوزوالد على موقع إن إن دي بي (الإنجليزية)
- لي هارفي أوزوالد على موقع ديسكوغز (الإنجليزية)
- لي هارفي أوزوالد على موقع قاعدة بيانات الفيلم (الإنجليزية)